# Ґміна Деліїв
Ґміна Деліїв — колишня сільська ґміна Станіславського повіту часів (1934–1939) Станіславського воєводства Польської республіки і (1941-1944) Крайсгауптманшафту Станіслав — складової частини Дистрикту Галичина. Центром ґміни було село Деліїв.
Ґміну Деліїв було утворено 1 серпня 1934 у межах адміністративної реформи в ІІ Речі Посполитій із тогочасних сільських гмін: Бишів, Хоростків , Деліїв, Озерце, Нові Кінчаки, Старі Кінчакі, Кремидів, Медуха, Межигірці, Семиківці , Тумир і Тустань. 
17 січня 1940 р. ґміну ліквідували, а територія увійшла до новоствореного Жовтневого району  Ґміна була відновлена на час німецької окупації з липня 1941 р. до липня 1944 р.